# جون دانيال وايلد
جون دانيال وايلد (بالإنجليزية: John Daniel Wild) هو فيلسوف أمريكي، ولد في 10 أبريل 1902 في شيكاغو في الولايات المتحدة، وتوفي في 23 أكتوبر 1972 في نيو هيفن في الولايات المتحدة.